# Битва під Дюрнкрутом
Би́тва під Дюрнкрутом, також би́тва на Мора́вському по́лі (чеськ. bitva na Moravském poli) — битва, що відбулась 26 серпня 1278 року між військами чеської армії під керівництвом короля Отакара II й армією Священної Римської імперії (в союзі з угорським королем Ласло IV). Мала вирішальне значення для історії Центральної Європи у наступних століттях.
Битва відбулась на Моравському полі в Нижній Австрії на північний схід від Відня. Оскільки поле битви рівне й безлісе, й через те, що з обох сторін у битві брали участь близько 55 тисяч вояків (серед них 20 тисяч угорців та половців), битва під Сухими Крутами була однією з найбільших битв Середньовіччя і зразковим прикладом використання лінійного порядку важкої кавалерії та кінних стрільців. Угорська армія включала до свого складу важку кавалерію й половецьких кінних лучників.

## Передумови

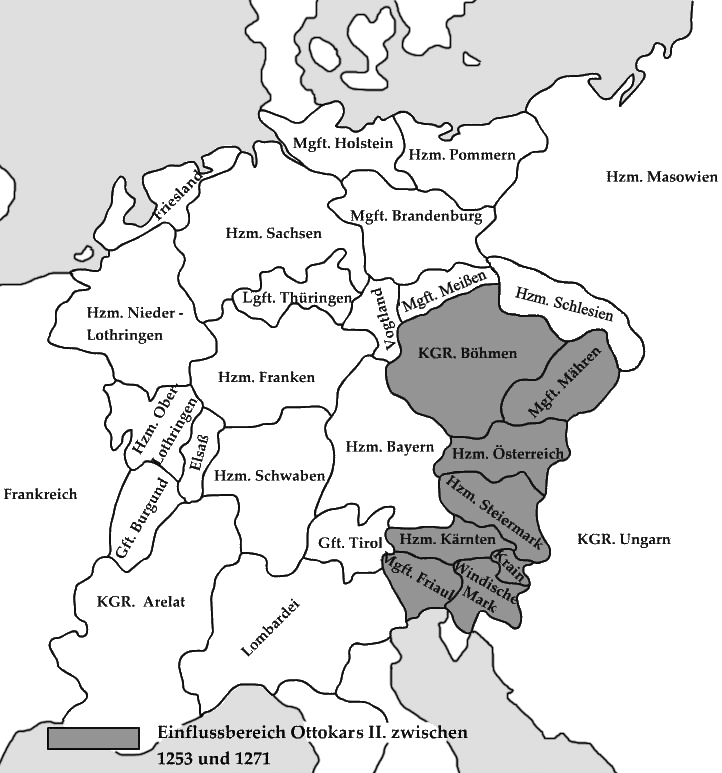
Володіння Отакара (виділено сірим кольором) у 1272 році

Скинення імператора Фрідріха II папою Інокентієм IV у 1245 викликало серйозну кризу у Священній Римській імперії, у декілька наступних десятиліть декількох осіб було обрано як Rex Romanorum, але жоден з них не був реальним правителем імперії. В умовах такого міжцарства Отакар II, син Вацлава I, 1250 року захоплює герцогства Австрію та Штирію, що не мають правителя, і проголошує себе герцогом за рік.
1253 року, після смерті свого батька Отакар стає королем Богемії. Таке посилення викликає реакцію короля Угорщини Бели IV у відповідь, який спробував захопити Штирію з Австрією, але був розбитий 1260 року в битві під Кресенбрунном. У 1268 році Отакар укладає угоду про спадкування герцогства Каринтія з останнім корутанським князем Ульріхом III зі Спанхеймів, включаючи Крайну та Істрію.
З висоти такої могутності він претендує на імперську корону, однак інші князі, з підозрою ставлячись до такого швидкого зростання, у вересні 1273 року обирають імператором Рудольфа I Габсбурга.

## Наслідки
Рудольф забезпечив свої права на Австрію та Штирію, серце й опору дому Габсбургів. В Богемії Рудольф уклав угоду зі знаттю та королевою-вдовою Кунігундою, що чеський трон успадкує син Отакара Вацлав II. Паралельно він примирився із бранденбурзькими маркграфами, передавши їм під охорону чеського спадкоємця. Король Ласло IV займався християнізацією своїх половецьких воїнів, поки його не було вбито 1290 року.